# 东仙坡杜村遗址
东仙坡杜村遗址，位于中国河北省保定市东仙坡乡杜村，为保定市涿州市的一个省级文物保护单位，类型为古遗址，公布时间为2001年2月7日。
东仙坡杜村遗址的历史年代为新石器时代。